# Trafoturm Brachstedt

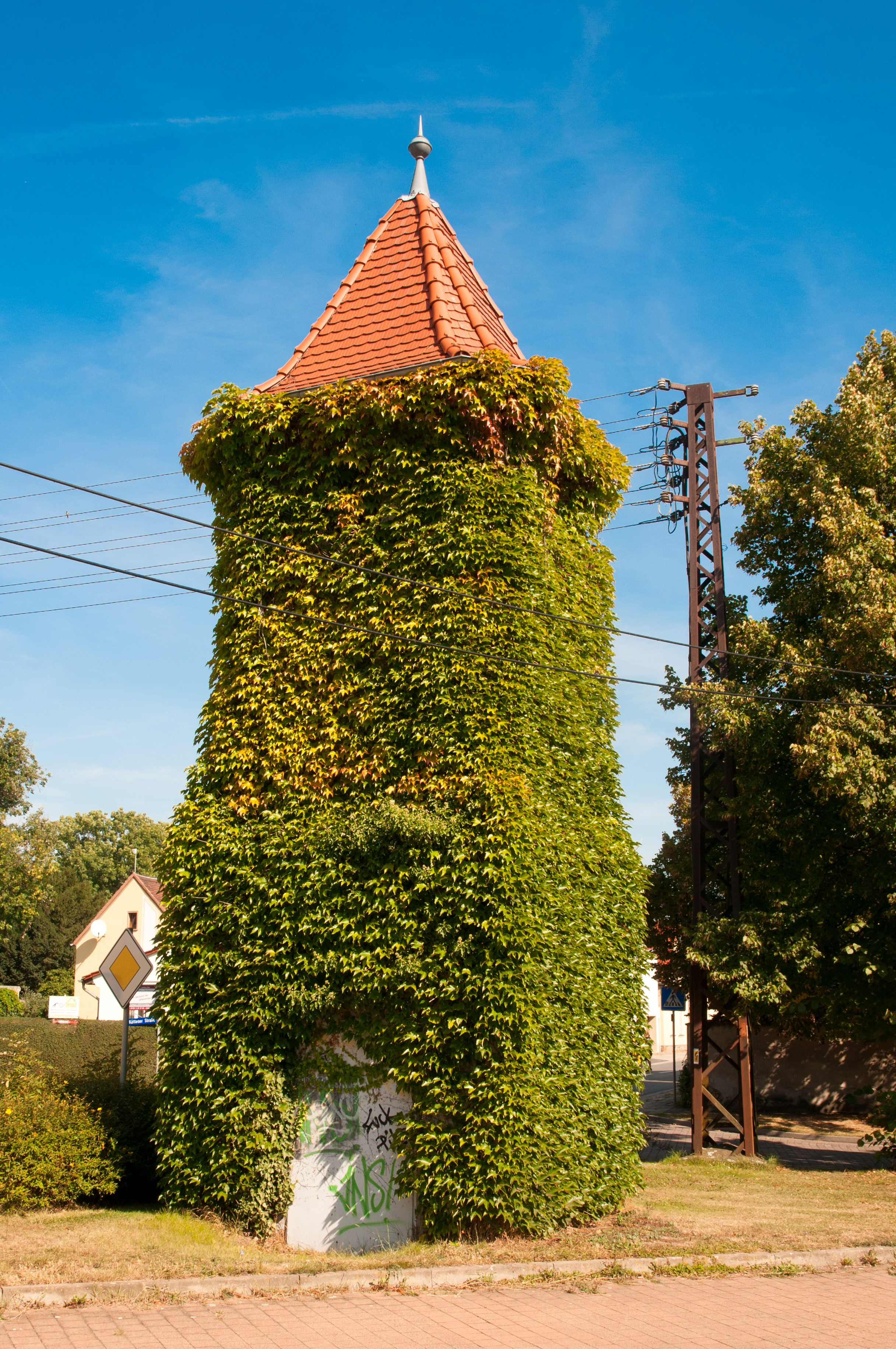
Ehemaliger Trafoturm in Brachstedt

Der Trafoturm Brachstedt ist ein denkmalgeschütztes Bauwerk im Ortsteil Brachstedt der Gemeinde Petersberg in Sachsen-Anhalt. Im örtlichen Denkmalverzeichnis ist es unter der Erfassungsnummer 094 56012 als Baudenkmal verzeichnet.
Beim Trafoturm Brachstedt in der Alten Dessauer Straße, ehemals Hallesche Straße, handelt es sich um eine ehemalige Transformatorenstation. Durch den Bau von kleineren kompakten Transformatorenstationen mit genormten Konstruktionselementen wurden viele dieser Trafostationen funktionslos. Der Trafoturm Brachstedt wurde als erster Trafoturm im Saalekreis 1997 zu einem Artenschutzturm umgebaut. Für den Umbau des Turmes setzte sich der Ornithologe Gerfried Klammer aus Landsberg ein. So dient der Turm heute als Nisthilfe für Schleiereulen und es wurden 25 Schleiereulenjunge von 1997 bis 2011 gezählt.